# Gustave Serrurier-Bovy
Gustave Serrurier-Bovy (ur. w 1856 w Liège, zm. w 1910 w Antwerpii) – belgijski artysta, tworzący w stylu secesji.
Projektował głównie meble i wnętrza.